# Nacio Herb Brown
Nacio Herb Brown, pseudonimo di Ignacio Herbert Brown (Deming, 22 febbraio 1896 – San Francisco, 28 settembre 1964), è stato un cantautore e compositore statunitense.

## Biografia
Ignacio Herbert Brown è nato a Deming, nel New Mexico, da Ignacio e Cora Alice Hopkins. Aveva una sorella maggiore, Charlotte.
Nel 1901 la sua famiglia si trasferì a Los Angeles, dove frequentò la Manual Arts High School. Suo padre suonava il clarinetto, mentre la madre lo introdusse all'educazione musicale insegnandogli a suonare il pianoforte.
Brown gestì dapprima un'attività di sartoria (1916) per poi diventare un agente immobiliare di successo finanziario. Tuttavia si dedicò con passione anche all'attività musicale. Dopo il primo grande successo con When Buddha Smiles (1921)  divenne un compositore a tempo pieno. Nel 1927 entrò a far parte dell' American Society of Composers, Authors and Publishers (ASCAP).
Nel 1928 fu ingaggiato per lavorare a Hollywood dalla MGM. Collaborò spesso col paroliere Arthur Freed, insieme a cui scrisse la famosa Singin' in the Rain, ma anche con Richard A. Whiting e Buddy De Sylva.
Insieme a L. Wolfe Gilbert compose la colonna sonora del western per bambini Hopalong Cassidy, trasmesso per la prima volta nel 1949.
Il 28 settembre 1964, dove aver trascorso due giorni all'UCSF Medical Center, morì a San Francisco, in California, a casa dei suoi figli, Nacio Jan Brown e Candace Nacio Brown.

## Crediti

### Brani musicali
- Ritmi di Broadway (1944)
- Good Morning (1939), canzone scritta con Arthur Freed per il film Piccoli attori, presente anche nel film Cantando sotto la pioggia
- Make 'em Laugh (1952), canzone presente nel film Cantando sotto la pioggia
- Paradise, canzone scritta con Gordon Clifford nel 1931
- Singin' in the Rain, celebre canzone scritta con Arthur Freed, pubblicata nel 1929 per il musical Hollywood che canta
- Temptation (1933)
- You Stepped Out of a Dream (1940), scritta con Gus Kahn
- You Were Meant for Me (1929), scritta con Arthur Freed per il musical La canzone di Broadway

### Colonne sonore
- La canzone di Broadway (1929)
- L'indomabile (1929)
- Lord Byron of Broadway (1929)
- Labbra proibite (1932)
- Verso Hollywood (1933)
- La grande festa (1934)
- Follie di Broadway 1936 (1935)
- Follie di Broadway 1938 (1937)
- Su di un'isola con te (1948)
- Cantando sotto la pioggia (1952)
- Hopalong Cassidy (1952-1954) - TV
- The Millionaire (1955) - TV